# Binsted, West Sussex
Binsted är en by i civil parish Walberton, i distriktet Arun, i grevskapet West Sussex i England. Byn är belägen 12 km från Chichester. Binsted var en civil parish fram till 1933 när blev den en del av Tortington. Civil parish hade 107 invånare år 1931. Byn nämndes i Domedagsboken (Domesday Book) år 1086, och kallades då Benestede.